# Brockscheid
Brockscheid là một xã thuộc huyện Vulkaneifel, trong bang Rheinland-Pfalz, phía tây nước Đức. Xã này có diện tích 2,05 km², dân số thời điểm ngày 31 tháng 12 năm 2006 là 213 người.